# Eoredlichia
Eoredlichia was een geslacht van trilobieten uit het vroege Cambrium. Eoredlichia was een middelgrote trilobiet met een stekelig uiterlijk. Fossielen van het dier zijn gevonden in Azië, Europa, het noorden van Afrika, Noord-Amerika en Australië. Uit de biota van Chengjiang van het zuidwesten van China komen uitzonderlijk goed bewaarde fossielen. De naam Eoredlichia betekent "vroege Redlichia", naar een trilobietengeslacht dat iets later in het Cambrium leefde.
Eoredlichia is een van de weinige trilobieten waarvan de antennes, poten en kieuwen bekend zijn. In enkele fossielen is ook het darmstelsel bewaard.
Eoredlichia was net als andere vroege trilobieten erg plat, met een breed kopschild (cephalon) in de vorm van een halve cirkel en een klein staartschild (pygidium). Op de kop zaten twee antennes, die uit 46 tot 50 ringen bestonden, waarvan elk aan de binnenzijde een fijne trilhaar droeg. De thorax bestond uit 15 segmenten. Er waren 42 splijtpoten, waarvan drie paar aan de cephalon bevestigd waren, een verder paar aan elk van de segmenten van de thorax, en de laatste drie paren aan het pygidium. Elke splijtpoot bestond uit een coxa (bovenbeen) met een seta (haar) op de middellijn, een endopood en een exopood (die als kieuw diende). Elk paar tegenoverliggende exopoden kon waarschijnlijk gebruikt worden om dingen mee te grijpen. De endopoden bestonden uit zeven pootsegmenten (podomeren), waarvan de laatste de vorm van een klauw had, waarmee het dier zich op zijn plek kon houden.
Het diertje werd maximaal ongeveer 12 cm lang, of 20 cm als ook de lange stekel op het negende segment van de thorax meegerekend wordt. Deze stekel was bijna net zo lang als de rest van het lichaam. Eoredlichia had twee lange boogvormige uitgroeisels aan de zijkanten van de kop die in stekels uitliepen.
Het spijsverteringskanaal was een rechte buis, die bestond uit negen paren van zakjes (divertikels). Vier daarvan bevonden zich in de cephalon en vijf in de thorax.
Eoredlichia was waarschijnlijk een aaseter of predator. Het diertje leefde voornamelijk vlak boven de zeebodem.